# Parakrithe ambigua
Parakrithe ambigua is een mosselkreeftjessoort uit de familie van de Krithidae. De wetenschappelijke naam van de soort is voor het eerst geldig gepubliceerd in 1980 door Ciampo.